# Carneau (astronautique)
Pour les articles homonymes, voir Carneau.

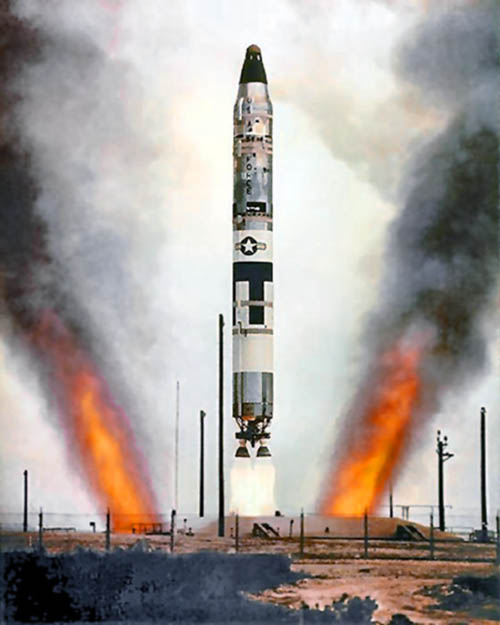
Déviation des jets de combustion par un carneau.

Dans le domaine de l'astronautique, un carneau est une tranchée servant, sur un banc d'essai ou une aire de lancement, à canaliser le jet des gaz brûlés. Le terme correspondant en anglais est « flame trench ».